# Free Software Foundation of India
La Free Software Foundation dell'India è una organizzazione sorella della Free Software Foundation.
È stata fondata nel 2001 a Thiruvananthapuram (Trivandrum), capitale del Kerala, come società non-profit per promuovere l'uso e lo sviluppo del software libero in India, l'informazione sul software libero e su come questo può aiutare l'economia di un paese in via di sviluppo come l'India.
FSF India considera il software proprietario non come una soluzione, ma come un problema da risolvere.
Il software libero è in India a volte chiamato software swatantra.
Nel 2003, dopo l'incontro con il fondatore della FSF Richard Stallman, il presidente dell'India Abdul Kalam ha esortato gli informatici indiani e i professionisti di utilizzare software libero e open source nell'attività di ricerca e sviluppo.